# 유계항
유계항은 경상남도 거제시 하청면 유계리에 있는 어항이다. 2003년 2월 3일 어촌정주어항으로 지정하여 관리하고 있다. 시설관리자는 거제시장이다.

## 어항 연혁
- 영조(英祖) 45年(1769) 방리(坊里) 개편으로 외가이방(外加耳坊)에 속하였는데 고종(高宗) 32年(1895) 유계(柳溪)와 외상리(外上里)로 개칭 분리되었는데 1915年 6月 1日 부락구제(部落區制)로 서항(西項), 서대(西大), 서상(西上), 동리(東里)의 4구(區)가 되어 1961년 10월 1일 행정리(行政里)로 되었다.

## 어항 구역
- 수역: 미지정(거제시 하청면 유계리 1054-8번지 수역)
- 육역: 미지정

## 어항 시설
- 물양장, 선착장

## 주요 어종
- 도다리, 노래미, 홍합 등